# Transilien Paris-Lyon
La red Transilien Paris-Lyon o Sureste de trenes suburbanos presenta la particularidad de incluir trenes que recorren distancias considerables superando las fronteras de la Île-de-France. Así se puede llegar con ellos a Montargis (a 115 km de París) o Laroche-Migennes (a 154 km). Sin embargo la integración en los sistemas tarifarios multimodales como Carte Orange sólo se aplica a las estaciones de la región Île de France.
Así como las estaciones de fuera de la región en el ramal de Laroche están clasificadas como estaciones de TER Borgoña estando servidas principalmente por trenes Transilien, las del ramal de Montargis están clasificadas como estaciones suburbanas y no de TER Centro dado que esta línea está ubicada en el extremo de la provincia de Loiret y no está unida con otras líneas de la región.

## Transilien R

### Paris-Lyon <> Montereau (vía Moret) / Montargis
Esta línea, que se divide en dos en Moret-Veneux les Sablons, da servicio a municipios situados en las provincias de Sena y Marne y Loiret. Hay 20 trenes diarios en días laborables entre París y Montereau y 15 entre París y Montargis.
Las estaciones de la provincia de Yonne más allá de Montereau en dirección a Sens y Laroche-Migennes están servidas por los trenes TER Borgoña, aunque en la práctica muchos de ellos son prolongaciones de los servicios Transilien, así no están incluidas en la línea R, sin embargo las estaciones de Loiret de la línea sí están cubiertas por trenes Transilien.
Desde 2005 dada la saturación de la estación de Lyon, un tren parte de la estación de Bercy hacia Montereau a media tarde. No se excluye que a medio plazo salgan más trenes de esta estación para descargar la estación de Lyon.
- P: destino Paris-Lyon
  - PALM : Montargis > Paris-Lyon
  - PALY : Montereau > Paris-Lyon (vía Moret)
- M: destino Laroche-Migennes, Melun, Montereau, Montargis
  - MOGI : Paris-Lyon > Laroche-Migennes
  - MEMO : Montargis > Melun
  - MOFY : Paris-Lyon > Montereau vía Moret
  - MOGI : Paris-Lyon > Montargis

| estación                   | zona | municipio(s)                       | enlaces                                         |
| -------------------------- | ---- | ---------------------------------- | ----------------------------------------------- |
| Paris-Lyon                 | 1    | París                              | 1, 14 A D                                       |
| Melun                      | 6    | Melun                              | D                                               |
| Bois-le-Roi                | 6    | Bois-le-Roi                        |                                                 |
| Fontainebleau-Forêt (APD)  | 6    | Fontainebleau                      | sólo presta servicio los domingos por la mañana |
| Fontainebleau-Avon         | 6    | Avon                               |                                                 |
| Thomery                    | 6    | Thomery                            |                                                 |
| Moret — Veneux-les-Sablons | 6    | Moret-sur-Loing Veneux-les-Sablons |                                                 |
| ramal Montereau            |      |                                    |                                                 |
| Saint-Mammès               | 6    | Saint-Mammès                       |                                                 |
| Montereau                  | 6    | Montereau-Fault-Yonne              |                                                 |
| ramal Montargis            |      |                                    |                                                 |
| Montigny-sur-Loing         | 6    | Montigny-sur-Loing                 |                                                 |
| Bourron-Marlotte — Grez    | 6    | Bourron-Marlotte                   |                                                 |
| Nemours-Saint Pierre       | 6    | Saint-Pierre-lès-Nemours           |                                                 |
| Bagneaux-sur-Loing         | 6    | Bagneaux                           |                                                 |
| Souppes-Château Landon     | 6    | Souppes-sur-Loing                  |                                                 |
| Dordives                   | *    | Dordives                           |                                                 |
| Ferrières-Fontenay         | *    | Ferrières-en-Gâtinais              |                                                 |
| Montargis                  | *    | Montargis                          |                                                 |

### Melun <> Montereau (vía Héricy)
Este ramal da servicio a municipios de la provincia de Sena y Marne. Durante las horas puntas ciertos trenes llegan hasta la estación de Paris-Lyon. El futuro de esta línea es incierto ya que la SNCF prevé limitar el servicio en este tramo a las horas punta.
- P: destino Paris-Lyon
  - PALY: Montereau > Paris-Lyon (vía Héricy)
- M destino Melun o Montereau
  - MOME: Montereau > Melun (vía Héricy)
  - MEMO: Melun > Montereau (vía Héricy)
  - MOFY: Paris-Lyon > Montereau (vía Héricy)

| estación                      | zona | municipio(s)              | enlaces |
| ----------------------------- | ---- | ------------------------- | ------- |
| Melun                         | 6    | Melun                     | D       |
| Livry-sur-Seine               | 6    | Livry-sur-Seine           |         |
| Chartrettes                   | 6    | Chartrettes               |         |
| Fontaine-le-Port              | 6    | Fontaine-le-Port          |         |
| Héricy                        | 6    | Héricy                    |         |
| Vulaines-sur-Seine — Samoreau | 6    | Vulaines-sur-Seine        |         |
| Champagne-sur-Seine           | 6    | Champagne-sur-Seine       |         |
| Vernou-sur-Seine              | 6    | Vernou-la-Celle-sur-Seine |         |
| La Grande-Paroisse            | 6    | La Grande-Paroisse        |         |
| Montereau                     | 6    | Montereau-Fault-Yonne     |         |

## Juvisy-sur-Orge <> Melun
Este tramo de línea da servicio a municipios de las provincias de Essonne y Sena y Marne. Durante las horas valle los trenes están conectados con la Línea RER D.
- D: destino Paris-Lyon
  - DAPA: Melun > Paris-Lyon (DF)
- F: destino Goussainville:
  - FIPE: Melun > Goussainville (LMXJV)
- J destino Juvisy-sur-Orge:
  - JAPA: Melun > Juvisy-sur-Orge (LMXJV)
- U: destino Stade de France - Saint-Denis
  - UPPE: "omnibús" Melun > Stade de France - Saint-Denis (LMXJVS)
  - ULPE: Melun > Stade de France - Saint-Denis directo entre Villeneuve-Saint-Georges y Paris-Lyon (diario)
- V: destino Villiers le Bel - Gonesse - Arnouville
  - VOPE: Melun > Villiers le Bel - Gonesse - Arnouville (LMXJVS)
- Z: destino Melun
  - ZAPE: Paris-Lyon > Melun directo hasta Villeneuve-Saint-Georges (diario)
  - ZIPE: Goussaiville > Melun (LMXJV)
  - ZOPA: Stade de France - Saint-Denis / Paris-Lyon / Juvisy > Melun (LMXJVS)

|  | estación                     | zona | municipio(s)             | enlaces |
|  | ---------------------------- | ---- | ------------------------ | ------- |
|  | Juvisy-sur-Orge              | 4    | Juvisy-sur-Orge          | C, D    |
|  | Viry-Châtillon               | 5    | Viry-Châtillon           | D       |
|  | Grigny-Centre                | 5    | Grigny                   | D       |
|  | Orangis-Bois de l'Épine      | 5    | Ris-Orangis              | D       |
|  | Évry-Courcouronnes           | 5    | Évry                     | D       |
|  | Le Bras de Fer-Évry-Génopole | 5    | Évry                     | D       |
|  | Corbeil-Essonnes             | 5    | Corbeil-Essonnes         | D       |
|  | Essonnes-Robinson            | 5    | Corbeil-Essonnes         |         |
|  | Villabé                      | 5    | Villabé                  |         |
|  | Le Plessis-Chenet            | 5    | Le Coudray-Montceaux     |         |
|  | Le Coudray-Montceaux         | 5    | Le Coudray-Montceaux     |         |
|  | Saint-Fargeau                | 6    | Saint-Fargeau-Ponthierry |         |
|  | Ponthierry-Pringy            | 6    | Saint-Fargeau-Ponthierry |         |
|  | Boissise-le-Roi              | 6    | Boissise-le-Roi          |         |
|  | Vosves                       | 6    | Dammarie-lès-Lys         |         |
|  | Melun                        | 6    | Melun                    | D R     |

## RER
El Transilien Paris-Lyon gestiona la parte de la Línea RER D situada al sur de Gare de Lyon.